# My Forbidden Lover
My Forbidden Lover è un singolo del gruppo musicale statunitense Chic, pubblicato nel 1979 ed estratto dall'album Risqué.

## Tracce
- 7"

1. My Forbidden Lover (7" Edit)
2. What About Me?

## Classifiche
| Classifica (1979) | Posizione raggiunta |
| ----------------- | ------------------- |
| Regno Unito       | 15                  |

## Altri utilizzi
La canzone è stata utilizzata per trarre dei samples in diverse occasioni:
- Nel 1999 il duo dance italiano dei Nerio's Dubwork ha inserito un campionamento nel brano Sunshine and Happiness.
- Nel 2001 il gruppo pop svedese degli Alcazar ha inserito un campionamento nel brano Sexual Guarantee;
- Nel 2006 il cantante statunitense Luther Vandross ha inserito un sample nel brano Shine;
- Un sample è presente anche nel brano Fashion Beats del gruppo The Black Eyed Peas, dall'album The Beginning (2010).